# Autumn (rosyjski zespół muzyczny)
Autumn – rosyjski zespół metalowy, powstały w 1993 roku. Grupa wykonuje metal gotycki z elementami doom i symphonic metalu. 

## Skład
- Yuri „Rottor”- gitara, wokal
- Ludmila Emeliashina - altówka
- Sergey Berdyshev - perkusja
- Felix Vigorov - bas
- Roman Il’in - gitara
- Svetlana Polezhaeva „Slaviana” - keyboard, wokal

## Dyskografia
- The Druid Autumn - Demo (1995)
- And We Are Falling Leaves… (1997)
- Chernye Krylia (2000)
- Osen Vechna (2003)